# 林えりか
林 えりか（はやし えりか、英語: Hayashi Erika）は、日本の女性タレント。
日本国内では、タレントとして活躍し、テレビ番組にはレギュラー出演、ファッションモデルとしてはTOKYO GIRLS COLLECTION、GIRLS AWARDに出演し若い女性の支持を得た。その他、ファッションブランドやコスメのイメージモデル、楽曲のカバーなどマルチに活躍した。
台湾ではアイドルグループ『breez girls』のセンターを務めた。メンバーは周杰倫と結婚した昆凌と、女優やタレント、歌手として活躍する台湾人6人。林えりかは唯一の日本人である。
さらに、日本語、英語、中国語のトリリンガルであり、世界大学ランキング上位に入る海外の大学医学部医学科に在籍する才女である。

## 日本での活動
- DVD『トライリンガール』竹書房、2020年11月
- 雑誌「Popteen」「Popsister」モデル

### テレビ
- 「しか～も!」（日本テレビ放送網)

### 音楽
- LUV ユーロ (1) 2011年4月
- LUV ユーロ (2) 2011年7月
- LUV ユーロ (3) 2011年10月

### モデル
- 宝島ワンダーネット『名古屋』宝島出版社 （電子書籍）
- 宝島ワンダーネット『大阪』宝島出版社（電子書籍）
- iphone アプリ「ぎゃるる」イメージモデル
- 健康美人イメージモデル（2011年6月まで）
- LIZLISA 公式・通販サイト、楽天公式通販サイト レギュラーモデル
- プロデュースカラーコンタクト 「アイビューティー」
- TOKYO GIRLS COLLECTION
- GIRLS　AWARD

## 台湾での活動

### 音楽
※「breeze」として
- アルバム
  - 【Pretty】Official MV HD
  - 【耶誕奇蹟】Official MV HD

### テレビ
- 『大學生了沒』
- 『音樂無雙』MC  （スペースシャワーTV）[1]

## その他
- 日台親善協会親善大使（2016年10月1日 - ）
- とかち観光大使（2019年10月 - 2022年9月（予定）） [2]